# Тульпа
Тульпа (санскр. निर्मित; тиб. སྤྲུལ་པ; Вайлі: sprul-pa) — це поняття в тибетському буддизмі, пізніше в теософії та містицизмі, що означає матеріалізовану істоту або мислеформу, створену за допомогою духовних практик чи інтенсивної концентрації. Сучасні практики використовують цей термін для позначення типу самостійної та свідомої істоти, яка розділяє одне тіло з практиком. Тульпи мають думки, емоції та особистість окремо від свого господаря. Тульпи можуть бути створені або за допомогою набору медитативних технік, або випадково, коли у когось є уявний друг з дитинства, який зберігається пізніше в житті. Люди, які мають одну або кілька тульп, є «тульповодами», також іноді «тульповодами» називають і самих тульп. Особу, яка створила тульпу, називають «хостом». Сучасні практики переважно вважають тульп психологічною, а не паранормальною концепцією.

## Походження
Концепція тульп заснована на понятті тиб. སྤྲུལ་པ་ sprul pa, санскр. निर्मित nirmita IAST з тібетського та індійського будизму. Спрульпа це земні тіла, які Будда проявляє, щоб навчати тих, хто ще не досяг нірвани. Західне розуміння тульп було сформовано у XX столітті європейськими дослідниками містики, які трактували цю ідею незалежно від буддизму.

## Теософія та мислеформи
Теософи XX століття адаптували концепцію еманаційного тіла ваджраяни до понять «тульпа» та «мислеформа». Теософ Енні Безант у своїй книзі 1905 року «Мислеформи» розділяє їх на три класи: форми у вигляді особи, яка їх створює; форми, що нагадують предмети або людей і можуть бути одушевлені духами природи чи померлими; та форми, що відображають притаманні якості астрального або ментального плану, наприклад, емоції. Термін «мислеформа» також використовується в перекладі Тибетської книги мертвих Еванс-Венца 1927 року. Концепція знаходить застосування і в західній практиці магії.
Окультист Вільям Волкер Еткінсон у своїй книзі «Людська аура» описував мислеформи як прості ефемерні об'єкти, що випромінюються з аур, які оточують людину, виникаючи з її думок і почуттів. Він також роз'яснив у книзі «Кларвойєнс та окультні сили», як досвідчені практики окультизму можуть створювати мислеформи зі своїх аур, які виконують роль астральних проєкцій — вони можуть, але не обов'язково виглядати як та сама особа, або бути ілюзіями, які бачать лише ті, у кого «пробуджені астральні відчуття».

### Олександра Девід-Ніл
Спіритуалістка Олександра Девід-Ніл заявила, що вона спостерігала за практиками буддійського створення тульп у Тибеті XX століття. Вона описувала тульп як «магічні утворення, згенеровані потужною концентрацією думки».:331 Девід-Ніль вірила, що тульпа може розвинути власний розум: «Як тільки тульпі надається достатня життєва сила, щоб мати змогу виконувати роль справжньої істоти, вона має тенденцію звільнитися від контролю свого творця. За словами Девід-Ніль, це відбувається майже механічно, як дитина, коли її тіло повністю сформовано і вона може жити окремо, залишає утробу матері».:283 Вона також зазначила, що створила таку тульпу у вигляді веселого монаха, схожого на Фрайра Такка, який пізніше набув незалежного мислення і його довелося знищити. Девід-Ніль висловила припущення, що її досвід міг бути ілюзорним: «Можливо, я створила власну галюцинацію», хоча зазначала, що інші могли бачити мислеформи, які вона створювала.:176

## Сучасні тульповоди
Під впливом зображень у телебаченні та кіно 1990-х і 2000-х років термін «тульпа» почав використовуватися для позначення типу умисно створеного уявного друга. Практики вважають тульп свідомими та відносно автономними, що відрізняє їх від уявних друзів. Онлайн-спільноти, присвячені тульпам, з'явилися на сайтах 4chan і Reddit. Ці спільноти називають практиків «тульповодами». Популярність спільнот зросла, коли дорослі фанати «My Little Pony» почали обговорювати тульп на основі персонажів з однойменного телевізійного серіалу. Фанати намагалися використовувати техніки медитації та свідомих сновидінь для створення уявних істот. Опитування, проведене Вейсьєром, дослідило демографічні, соціальні та психологічні характеристики цієї спільноти. Практики вважають, що тульпа — це «справжня або дещо реальна особа». Вони належать до «переважно міських мешканців, середнього класу, європейсько-американської молоді» й «зазначають самотність та соціальну тривожність як стимул до занять цією практикою». 93,7 % респондентів висловили думку, що їхня участь у створенні тульп «покращила їхній стан» і призвела до нових незвичайних чуттєвих переживань. Деякі практики мають сексуальну та романтичну взаємодію зі своїми тульпами, хоча ця практика є суперечливою і має тенденцію до табуювання. Одне з опитувань показало, що 8,5 % підтримують метафізичне пояснення тульп, 76,5 % — неврологічне або психологічне, а 14 % — «інші» пояснення.
Практики вірять, що тульпи здатні спілкуватися зі своїм господарем у спосіб, який, на їхню думку, не є результатом їхніх власних думок. Деякі практики повідомляють про галюцинації, пов'язані з їхніми тульпами. Практики повідомляють, що можуть бачити, чути й торкатися своїх тульп, різною мірою реалістичності. Вейсьєр у своєму дослідженні наводив такий приклад сенсорної взаємодії тульпи й «хоста»:
Одна респондентка, американка європейського походження, яка вивчає когнітивні науки в Середньозахідному університеті, розповідає, що одного ранку, йдучи на заняття, вона змерзла і була не вдягнута. Вона пояснює, що, відчувши, що її хост змерзла, тульпа зняла своє пальто і накинула на її [хоста] плечі, що дало їй відчуття тепла і чітке відчуття того, що на ній з'явився ще один шар одягу. Таких повідомлень про спонтанну допомогу тульп у соціальних, побутових і професійних ситуаціях безліч, і вони, здається, характеризують цю практику.
Опитування 141 респондента, проведене Вейсьєром, показало, що рівень нейровідмінності, включаючи аутизм і розлад дефіциту уваги та гіперактивності (РДУГ), був значно вищим серед опитаних тульповодів, ніж у загальній популяції. Він також припускає, що вони, можливо, частіше хочуть створювати тульп, тому що ці групи мають вищий рівень самотності. Дослідження 2022 року показало, що люди, які не мали психозу, але пережили більше одного незвичайного сенсорного явища (в цьому випадку автономну сенсорну меридіональну реакцію (ASMR) і тульповодство), мали більшу схильність до галюцинацій, ніж люди, які пережили лише один з двох сенсорних феноменів.

## У кіно
- «Надприродне», телесеріал, 1 сезон, 17 епізод. «Hell House» (укр. «Пекельний дім»), 2006 рік — істота, що бореться з головними героями;
- «Твін Пікс» телесеріал, 3 сезон, 16 епізод. Потойбічні сили мають можливість створювати двійників реальних людей, які називають тульпами.
- «Секретні матеріали» телесеріал, 6 сезон, 15 епізод. Істота, створена жителями та вбиває їх за недотримання суворого порядку у дворах будинків.
- «Тульпа» — італійський фільм про клуб Тульпа гуру Тибету, де найстрашніші фантазії клієнтів стають реальністю, колективним несвідомим, стають головним антагоністом серіалу.
- «Порожня людина» — фільм, у якому головна увага приділяється тульпі, порожній людині, зітканій з думок.